# کوناک‌بایوو (شهرستان اوچالینسکی، باشقیرستان)
کوناک‌بایوو (انگلیسی: Kunakbayevo, Uchalinsky District, Republic of Bashkortostan) یک شهرک در شهرستان اوچالینسکی استان باشقیرستان کشور روسیه است.